# Paroster baylyi
Paroster baylyi är en skalbaggsart som beskrevs av Lars Hendrich och Hans Fery 2008. Paroster baylyi ingår i släktet Paroster och familjen dykare. Inga underarter finns listade i Catalogue of Life.